# Pieris angelika
Pieris angelika is een vlindersoort uit de familie van de Pieridae (witjes), onderfamilie Pierinae. De soort komt voor in het noorden van Canada en Alaska. 
De volwassen vlinder heeft een spanwijdte van 33 tot 42 millimeter. Er is een jaarlijkse generatie die vliegt van mei tot juli.